# Fédération royale marocaine d'escrime
La Fédération royale marocaine d’escrime (FRME) est un organisme qui dirige l'escrime et a pour vocation de promouvoir la pratique de ce sport au Maroc.
La Fédération royale marocaine d'escrime compte actuellement 15 associations affiliées et 440 licenciés.